# 大瞿越
大瞿越（越南语：／），又作越（越南语：／?），根据史书记载的传统说法，968年到1054年间越南所使用的正式国号为大瞿越。自968年，丁部领建立丁朝，立国号为「大瞿越」，经历前黎朝、李朝，到1054年李朝第三代皇帝李聖宗改国号为「大越」。
关于其中「瞿」字的含义，一直存在争议。一种说法是这是假借汉字表古越语读音，该音在古越语中是对地区的前缀；一种说法是通“巨”。但在越南宁平省的丁朝故都华闾古城遗址博物馆里，出土文物“大越国军城砖”显示，当时丁朝的国号可能就是「大越」，没有「瞿」字。越南汉喃研究院丁克順教授认为，李朝以佛教为国教，很可能以佛祖的姓氏“瞿曇”与国号“大越”连称，以佛名国，即“瞿越”，后世史家则将“大越”与“瞿越”合并起来，追记于丁朝名下。越南青年学者陈仲洋亦认为“大瞿越”国号当是出于以佛教为国教的影响。

## 腳註
1. ↑  字是字喃，乃漢字「大」字和「瞿」字的合寫。
2. ↑  . VietnamPlus. 越通社.   [2021]. （原始内容存档于2023-11-03） （中文）.